# Čukojevac
Čukojevac (cyr. Чукојевац) – wieś w Serbii, w okręgu raskim, w mieście Kraljevo. W 2011 roku liczyła 1089 mieszkańców.